# Era 2
Era 2 è il secondo album del gruppo new age francese Era, pubblicato nel maggio 2000. L'album si compone di 10 brani di ispirazione medievale, con testi a volte in inglese e a volte in una lingua immaginaria simile al latino.

## Tracce
1. Omen Sore – 4:45
2. Divano – 3:55
3. Devore Amante – 4:19
4. Sentence – 4:57
5. Don't U – 3:54
6. Infanati – 4:30
7. Madona – 4:21
8. Hymne – 4:58
9. Misere Mani – 4:09
10. In fine – 4:27 – Il brano "In fine" dura solo 43 secondi. Dopo un minuto di silenzio, inizia una traccia nascosta intitolata "Ghost Finale".